# Яснецов, Владимир Климентьевич
 Владимир Климентьевич Яснецов (20 ноября 1926, Ликино-Дулёво, Орехово-Зуевский район — 31 октября 2005, Ликино-Дулёво, Московская область) — советский российский художник-фарфорист. Заслуженный художник Российской Федерации (1996).

## Биографическая справка
- 1926 Родился 20 ноября в местечке Дулёво Московской области
- 1943 Призван в армию и направлен на Дальний Восток
- 1945 Участвовал в войне с Японией, в освобождении Маньчжурии и Китая
- 1950 Вернулся в Дулёво. Начал работу в художественной лаборатории Дулёвского фарфорового завода. Работал учеником, живописцем, заместителем главного художника
- 1951 Работал в живописном цехе Дулёвского фарфорового завода
- 1952 Принят на должность художника в художественную лабораторию Дулёвского фарфорового завода
- 1955 Награждён дипломом Министерства культуры СССР
- 1958 Награждён Большой серебряной медалью Всемирной выставки в Брюсселе за сервизы «Яблоки» и «Лимоны»
- 1963 Вступил в Союз художников СССР
- 1975 Совершил круиз по странам Средиземноморья: Турция, Ливан, Египет, Италия, Мальта, Франция, Испания
- 1977 Совершил поездку в Индию и Шри Ланку
- 1983 Награждён дипломом Академии художеств СССР за работы «Золотая осень», «Лунная ночь», «Первая зелень».
- Ноябрь 1986 Персональная выставка работ, посвященная 35-летию творческого пути и 60-летнему юбилею художника. Московская областная организация Союза художников. г. Москва
- 1988 Завершил работу на Дулёвском фарфоровом заводе
- 9 апреля 1996 Присвоено звание «Заслуженный художник Российской Федерации»

## Биография
Владимир родился в 20 ноября 1926 г. в местечке Дулёво близ деревни Ликино. Закончил 8 классов средней школы, в школе он увлекся рисованием. Позднее директор Ассортиментного кабинета «Росфарфора» В.К.Зубарева организовала поступление Владимира в Строгановское училище — рисунки Яснецова понравились, но путь в институт преградило «незаконченное среднее».
В 1943 году семнадцатилетний Владимир был направлен на Дальневосточный фронт, в течение семи лет воевал в Маньчжурии. В 1950 году вернулся в Дулёво и пришёл на Дулёвский фарфоровый завод, в качестве ученика в художественной лаборатории под руководством Петра Васильевича Леонова. Вскоре получил должность живописца, затем - заместителя заведующего лабораторией и художника. На Дулёвском фарфоровом заводе Владимир утвердил свой «яснецовский» стиль росписи, который около двух десятилетий определял лицо дулёвского фарфора в России и за рубежом.

## Творчество
Лучший из первых рисунков Владимира — это «Кизил» (1952 г.). В первых образцах фарфора этой миниатюры, оправленной по краям предметов неярким порошковым золотом, масса желто-красных ягод на ветке написана густо, корпусно, в два—три слоя, от едва заметного желтого до почти коричневого селена. В этот период художественный мазок Владимира невелик.
К середине 1950-х годов Владимир уже уверенно чувствует себя на поле белого фарфора. Его рисунки становятся крупнее. А между величиной пятна, яркостью красок и белизной фарфора устанавливается равновесие. Примерами являются сервизы «Рябина», «Лимоны», «Яблоки», созданные в 1956—1958 годах специально к Всемирной выставке в Брюсселе. А за сервизы «Лимоны», «Яблоки» Яснецов был удостоен медалями.Благородство «взвешенной» на белом росписи Владимира подчеркнуто деликатным блеском матового гравированного золота.
Рубеж 1950—1960-х годов был переломным для Владимира. Он впервые почувствовал неуверенность. В эти годы Дулёвский фарфоровый завод взял курс на «белую линию»: начали решительно обновлять формы посуды и рисунки. Эти изменения Владимир осваивал с трудом. Он привык писать ярко, контрастно сопоставляя пятна интенсивного цвета. А живопись на белом фарфоре должна была быть тональной, вынуждала ослаблять, высветлять цвет. Художник ломал себя. Впервые на московском художественном совете его работы вызвали критику.
В 1959 году Владимир вместе с руководителем художественной лаборатории завода Петром Леоновым готовили фарфор к Международной выставке в Америке. Эта совместная работа помогла Владимиру освоить роспись по белому фарфору. Примерами его работ в этот период являются:
- чайный сервиз и ваза «Снегурочка» (1958, 1962),
- ваза «Зимний день» (1959),
- набор для напитков «Иней» (1960),
- чайные сервизы «Север», «Деревья в инее», «Зимнее утро», «Зимний день» (1961—1963).

А в 1962—1963 годах, Владимиром были сделаны рисунки, которые стали самыми массовыми в течение 25 лет. Ими стали «Ивушка», «Розовая сирень», «Осенняя ветка». Эти рисунки были просты в техническом плане и для их нанесения требовалось минимум времени. Поэтому эти рисунки были внедрены в производство, так как предельная скорость ручного труда была в приоритете и выгодна для поточного производства фарфора.
В начале 1970-х годов стиль росписи Яснецова определился окончательно. Как раз в этот период тема национальных традиций вышла на первый план, о чем свидетельствовали выставки: юбилейная декоративно-прикладного искусства (1968), аукцион дулёвского фарфора (1973), экспозиция Дулева в ленинградском Елагином дворце (1978). Самый традиционный и массовый рисунок на фарфоре — роза-«агашка» тогда пережила второе рождение благодаря Яснецову. Крупный воздушно-розовый цветок, оттененный кобальтовыми и зелеными листьями, свободно царит на просторе белых чашек и чайников (пример работы «Роза», 1970 г.). Или цветок расцветает в разрывах темного кобальта (пример работы «Нарядный», 1970 г.). Или цветок рисует на фоне закатно горящего золота (пример работы «Вечерний сад», 1968 г.)
Серия работ «Вечерний сад», «Вечерние розы», «Вечерняя песня» начатая в конце 1960-х годов была продолжена Владимиром в 1970-е годы. Теперь он рисует цветы пурпуром горячего тона, густо, объемно, пространство вокруг них сжимается, затягивается отсветами темного «червонного» золота.
В этот период Яснецов страстно и со срывами, будто с удвоенной силой, берется делать одну за другой новые формы — комплекты «Праздничный» и «Русь». В их формах мастер запечатлил башни и соборы.
Лучшие работы середины 1970-х годов сделаны на формах сына Юрия — «Калина красная», «Серебристые ивы» и на формах собственной работы — «Лунная ночь», «Золотая осень».
После путешествия по странам Средиземноморья в 1975 году, а также в Индию и Шри-Ланку в 1977 году Яснецов стал работать увереннее. Тогда впервые пейзажи появились на фарфоре по всему предмету. До этого никто этого не делал. Яснецов впервые соединил панорамный пейзаж и объемный предмет. И представил образ природы близкий к картинному.
В 1980-е годы талант Яснецова раскрылся полностью. К нему пришло осознание себя как художника, своих тем в фарфоре. Пришел и свой фирменный стиль и метод работы. Прежде всего Яснецов развивает тему цветов. Примеры работ: «Розовый куст», «Роза в вазе», «Цветут российские пионы», «Астры», «Георгины», «Сирень», «Тюльпаны», «Мимоза», «Полевые цветы». А также, тему сада. Примеры работ: «Цветущий сад», «Калина», «Вишня», «Земляника», «Яблони цветут». Другая важная для него тема — времена года. Примеры работ: «Первый снег», «Март», «Пришла весна», «Пробуждение», «Весеннее Подмосковье», «Летний день», «Солнечный день», «Золотая осень», «Осенние березы», «Калиновая осень», «Краски осени России». Художник наблюдает и передает утреннюю и вечернюю жизнь природы. Примеры работ: «Лесное утро», «Вечерний сад», «Рябиновый вечер», «Подмосковный вечер». Состояние и настроение в пейзажах самое разное, но в каждом из них звучит мажорная нота.
После окончания работы на Дулёвском фарфоровом заводе Владимир Климентьевич продолжает работать у себя в мастерской, встает на рассвете — это его лучшее рабочее время. В мастерской он расписывает декоративные вещи. А затем предпочитает работать в саду или уходит на этюды.
Владимир Климентьевич — глава династии художников по фарфору, он стал её основателем. В художественной лаборатории завода работала долгие годы его жена Вера Павловна. Его сын Юрий Владимирович основал в 1991 году частное предприятие «Кузнецовский фарфор», которое работает уже второе десятилетие. Самобытной художницей по фарфору стала его дочь Марина Владимировна — выпускница Федоскинской школы миниатюрной живописи, а внучка Светлана продолжает традиции деда, тоже окончила Федоскинскую школу.

## Музеи, в которых находятся произведения Яснецова
- Государственный музей декоративно-прикладного искусства народов СССР. Москва
- Всероссийский музей народного и декоративно-прикладного искусства. Москва
- Государственный музей керамики и «Усадьба Кусково XVIII в.». Москва
- Загорский историко-художественный музей-заповедник. Сергиев Посад, Московская область
- Музей Дулёвского фарфорового завода. Ликино-Дулево, Московская область